# Захаров, Игорь Вячеславович
Игорь Вячеславович Захаров (5 ноября 1975, Орёл) — российский футболист, выступавший на позиции полузащитника и защитника. Сыграл 13 матчей и забил один гол в премьер-лиге России. Тренер.

## Биография
Воспитанник орловской СДЮШОР № 3. В 17-летнем возрасте дебютировал на взрослом уровне в составе клуба «Орёл», выступавшего во второй лиге. Всего в составе клуба провёл шесть сезонов и сыграл более 160 матчей во второй и третьей лиге.
Летом 1999 года перешёл в воронежский «Факел», в этом же году вместе с командой поднялся из первого дивизиона в высший, но сыграл за половину сезона только шесть матчей. Дебютировал в премьер-лиге 1 апреля 2000 года в игре против «Алании», отыграв полный матч. 26 мая 2000 года забил свой единиственный гол на высшем уровне — в ворота нижегородского «Локомотива». Всего за сезон сыграл 13 матчей в высшем дивизионе, большинство из них — в первом круге. В начале сезона 2001 года тоже был в составе «Факела», но выступал только за дубль. Заканчивал сезон-2001 в составе «Томи», а на следующий год вернулся в «Факел» и провёл полноценный сезон в первой лиге, сыграв 25 матчей.
В 2003 году перешёл в белгородский «Салют», в его составе за четыре сезона сыграл более 100 матчей. В 2005 году стал победителем зонального турнира второго дивизиона. В конце карьеры играл за «Губкин» и свою родную команду «Орёл» (носившую название «Русичи»). Завершил профессиональную карьеру в возрасте 33 лет.
После окончания карьеры работает детским тренером в Орле. Принимает участие в матчах ветеранов.